# Terry Farrell (aktorka)
Terry Farrell, właśc. Theresa Lee Farrell Grussendorf (ur. 19 listopada 1963 w Cedar Rapids) – amerykańska aktorka i modelka.

## Życiorys
Urodziła się w Cedar Rapids, w stanie Iowa jako jedna z pięciu córek i trzecie dziecko Kay Carol Christine (z domu Bendickson) i Edwina Francisa Farrella Juniora. Miała starszą siostrę Christine. Kiedy jej rodzice rozwiedli się, matka ponownie wyszła za mąż za Davida W. Grussendorfa.
Mając piętnaście lat znalazła się w stolicy Meksyku – mieście Meksyk, gdzie postanowiła zostać na stałe. Dwa lata później w wieku siedemnastu lat opuściła szkołę średnią i rozpoczęła trzyletnią karierę modelki (183 cm wzrostu) dla nowojorskiej agencji Elite Model Management. Była na okładkach takich magazynów jak „Mademoiselle” i „Vogue”. Dorabiała też jako kelnerka, kierowca ciężarówki oraz opiekunka rekinów w parku wodnym.
Po udziale w dramacie dokumentalnym Portfolio (1983), trafiła na mały ekran w operze mydlanej ABC Papierowe lalki (Paper Dolls, 1984) z Morgan Fairchild i Nicollette Sheridan. Niebawem można ją było zobaczyć w sitcomach NBC – The Cosby Show (1985) u boku Billa Cosby i Bajer z Bel-Air (The Fresh Prince of Bel-Air, 1991) z Willem Smithem.
W 1989 uczyła się aktorstwa pod kierunkiem Kate McGregor–Stuart, Peggy Furry i Stella Adler Conservatory.
Popularność zdobyła za sprawą roli porucznik komandor Jadzii Dax w serialu Star Trek: Stacja kosmiczna (1993-99). Na planie telewizyjnego melodramatu komediowego CBS Jedyna prawdziwa miłość (One True Love, 2000) spotkała się z Davidem Hasselhoffem.
Jedną z planetoid pasa głównego nazwano (26734) Terryfarrell w odniesieniu do jej roli w serialu Star Trek DS9.

## Życie prywatne
Spotykała się z Mickeyem Rourke, Richardem Grieco (od lipca 1993 do kwietnia 1994) i adwokatem Joshem (1994–1995).
W dniu 1 września 2002 wyszła za mąż za Briana Bakera, rzecznika prasowego Sprint Nextel Corporation, jednej z największych firm telekomunikacyjnych w USA. Mają jedno dziecko. Jednak w grudniu 2015 doszło do rozwodu. W 2018 poślubiła reżysera Adama Nimoya.

## Filmografia
- 1983: Portfolio
- 1985: The Cosby Show jako Nicki Phillips
- 1991: Bajer z Bel-Air (The Fresh Prince of Bel-Air)
- 1992: Zagubiony w czasie jako porucznik Lisa Sherman
- 1992: Głuchy telefon jako Laurie
- 1992: Czerwony karzeł jako Cat
- 1993–1999: Star Trek: Stacja kosmiczna jako Jadzia Dax
- 1998−2000: Jak pan może, panie doktorze? jako Regina "Reggie" Kostas
- 2004: Kosmoloty (Tripping the Rift)